# Кокоровщина
Кокоро́вщина (рос. Кокоровщина) — присілок у складі Даровського району Кіровської області, Росія. Входить до складу Даровського міського поселення.
Населення становить 7 осіб (2010, 12 у 2002).
Національний склад станом на 2002 рік — росіяни 100 %.